# Tschechische Atlantische Kommission
Die Tschechische Atlantische Kommission (tschechisch Česká atlantická komise; englisch Czech Atlantic Commission) (abgekürzt ČAKO beziehungsweise CZACO) ist der 1993 gegründete ehemalige nationale Zweig der Atlantic Treaty Association (ATA) in Tschechien. Sie setzt sich im Sinne des Dachverbandes für die festgeschriebenen Werte der NATO ein und vermittelt diese im Rahmen eigener Veranstaltungen und durch den Austausch mit anderen nationalen Gesellschaften und anderen Organisationen.
Die Kommission war bis November 2003 durch die Atlantic Treaty Association offiziell in Tschechien eingesetzt, ehe die Organisation Jagello 2000 diese Funktion übernahm. Hiervon unberührt blieb jedoch die Mitgliedschaft in der ATA.
Hauptsitz der Tschechischen Atlantische Kommission ist Schloss Měšice in Tábor. Derzeitiger Präsident ist der Jurist Pavel Bílek.

## Entwicklung und Auftrag
Im Zeichen des durch die Auswirkungen der Samtene Revolution Ende 1989 herbeigeführten Umbruchs in der damaligen Tschechoslowakei, welcher letztlich den politischen Systemwechsel vom Realsozialismus zu einer Demokratie nach sich zog, verstärkte sich in der Bevölkerung auch der Wunsch nach einer militärischen Sicherheit des Staates und einer Verankerung der neu gewonnenen Freiheit im Sinne euroatlantischer Werte.
Unmittelbar nach der Bildung des neuen Staates Tschechische Republik gründete sich die Vereinigung 1993, angelehnt an das niederländische Konzept, unter dem Namen Tschechische Atlantikkommission in Form einer Bürgervereinigung. Gründungsvorsitzender war der Jurist und Universitätsprofessor Jiří Štěpanovský, der den Verband die ersten Jahre führte.
Die Kommission versteht sich bis heute als eine „Bürgergesellschaft“. Ihre Mitglieder vertreten, verteidigen und vermitteln die euro-atlantischen Grundwerte und bilden zugleich eine Plattform für Interessierte.
Mit dem NATO-Beitritt Tschechiens erfolgte 1999 die Umwandlung in eine dem eingetragenen Verein vergleichbare Rechtsform. Zugleich wurde die Organisation in Tschechische Atlantische Kommission umbenannt und als nationale Gesellschaft Tschechiens in die Atlantic Treaty Association aufgenommen.
Im November 2003 ging die offizielle ATA-Vertretung in Tschechien an die Organisation Jagello 2000 über.
In der Gegenwart stellt die Kommission, wie die anderen Gesellschaften der ATA auch, eine nicht-staatliche Organisation dar. Allerdings gehört sie zu jenen, die durch offizielle Stellen, insbesondere das Verteidigungsministerium, massiv unterstützt wird. Während sich viele nationale Gesellschaften eher als Denkfabriken verstehen, ist die Tschechische Atlantische Kommission zum Teil militärisch strukturiert und bildet somit einen Mittelweg zwischen NATO-Ausrichtung und der Vermittlung euro-atlantischer Grundwerte, so auch dem Kulturbereich.
Durch das tschechische Verteidigungsministerium können Mitglieder der Kommission, vornehmlich ehemalige Soldaten oder vergleichbare Berufsgruppen, für repräsentative Aufgaben mit Uniformen und militärischen Rängen ausgestattet, bzw. diese mit der Führung ihrer früheren Dienstgrade berechtigt werden.
Die Vermittlung der Außen- und Sicherheitspolitik und darüber hinaus der Austausch mit nationalen ATA-Gesellschaften und anderen Organisationen stehen heute im Fokus der Tätigkeit der Tschechischen Atlantischen Kommission.
Historisch bedingt unterhält die Kommission enge Verbindungen nach Deutschland und Österreich, weshalb sie dort mit anderen Organisationen ebenfalls Veranstaltungen durchführt und insbesondere gefallenen Soldaten der Tschechoslowakei gedenkt, die während des Zweiten Weltkriegs Einheiten der Royal Air Force gegen die Streitkräfte des Dritten Reichs unterstützten und dabei umkamen.
Seit November 2018 nimmt die Tschechische Atlantische Kommission als Gast an den Feierlichkeiten zum Remembrance Day sowie seit April 2019, aus Anlass des ANZAC Day, auf dem Gelände des britischen Militärfriedhofs in Berlin-Charlottenburg teil.
Zudem wurde bereits im August 2018 auf Initiative der Kommission, am Gebäude der früheren Militärmission der Tschechoslowakei in Berlin-Zehlendorf eine Gedenktafel enthüllt.
Seit April 2020 ist die Organisation als offizieller Vertreter Tschechiens, Vollmitglied der in Paris ansässigen NATO Memorial Federation (französisch: Fédération du Mémorial de l'OTAN).
Im Dezember 2020 wurde die Kommission in die Commonwealth War Graves Foundation aufgenommen.

## Organisatorisches
Das Aufnahmeverfahren der Tschechischen Atlantischen Kommission weicht in einigen Regularien von anderen europäischen Formen ab, da u. a. ein einstimmiges Votum des Vorstandes zwingend erforderlich ist. Beitreten können nicht nur tschechische Staatsangehörige, sondern auch Bürger anderer NATO-Staaten, die die euro-atlantischen Werte vertreten.
Die Tschechische Atlantische Kommission gliedert sich in vier Sektionen:
- Sicherheits- und Militärpolitik
- Bildung und Öffentlichkeitsarbeit
- Diplomatische Zusammenarbeit
- Organisation

Organe der Gesellschaft sind die Mitgliederversammlung und der Vorstand, der aus dem Vorsitzenden und seinen vier Stellvertretern besteht. Dieser zeichnet zudem verantwortlich für das jährlich erscheinende Magazin „Atlantic Forum“, das über die Aktivitäten der Gesellschaft mehrsprachig berichtet und die zusätzlichen Quartalsinformationen ergänzt.
Bei einem früheren Präsidenten der Kommission handelte es sich um den späteren tschechischen Außenminister Karel Schwarzenberg.
Aufgrund der engen Kooperation mit deutschen Organisationen, errichtete die Tschechische Atlantische Kommission im Jahr 2020 eine Außenstelle in Berlin, die federführend durch das Zeitzeugenprojekt GSU History betreut wird.

## Mitgliedschaften
- Atlantic Treaty Association (seit 1993)
- Fédération du Mémorial de l'OTAN (seit 2020)
- Commonwealth War Graves Foundation (seit 2020)